# Stazione di Gaiano
La stazione di Gaiano era una fermata ferroviaria a servizio dell'omonima frazione del comune di Collecchio, in provincia di Parma, posta sulla linea Parma-La Spezia, anche detta "Pontremolese".

## Storia
Gaiano venne inaugurata in concomitanza dell'entrata in vigore dell'orario invernale del 1953, rimanendo in servizio fino alla fine del 1989.

## Strutture e impianti
La fermata è composta da un piccolo fabbricato viaggiatori che funge anche da casello e dal binario di corsa della linea. La banchina antistante il fabbricato è ancora presente ma completamente coperta dalla vegetazione spontanea. Della fermata resta ancora visibile la segnaletica riportante la scritta "Gaiano". Nelle immediate vicinanze del casello era presente un passaggio a livello, posto alla progressiva chilometrica 16+562, sostituito con un sottopasso poco più avanti lato La Spezia.

## Servizi
La fermata disponeva di:
- Biglietteria a sportello
- Sala d'attesa